# ノースカロライナ美術館

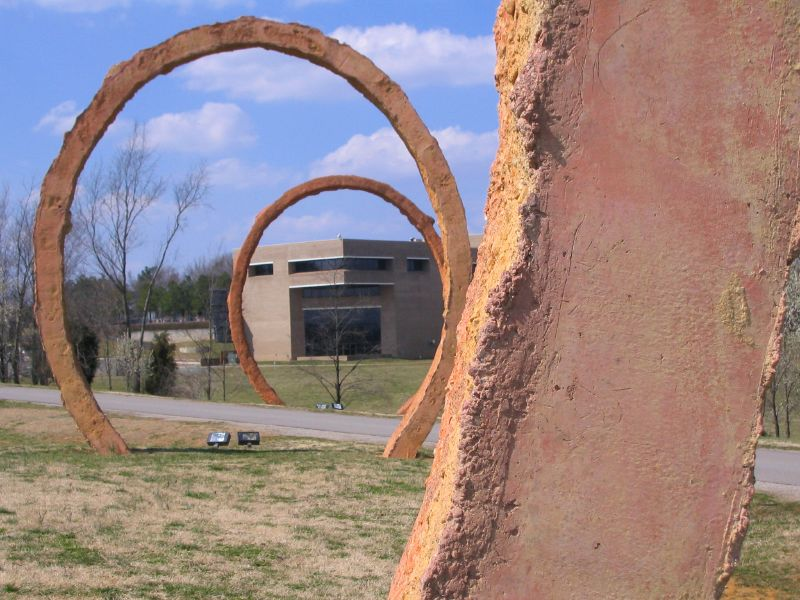
ノースカロライナ美術館

ノースカロライナ美術館 (North Carolina Museum of Art) はアメリカ合衆国ノースカロライナ州ローリーにある美術館。
古代美術、アフリカ美術から絵画作品、彫刻、モダン・アートなど幅広く所蔵している。常設展示は無料で見ることが出来る。また、コンサートや映画上映も行っている。
近年、22体のオーギュスト・ロダンの彫刻を寄付により入手している。

## 主な所蔵品
- 洗礼者聖ヨハネ St. John the Baptist (1624)：ホセ・デ・リベーラ
- 聖家族と聖アン The Holy Family with St. Anne (1635)：ピーテル・パウル・ルーベンス
- 羊飼いの礼拝 The Adoration of the Shepherds (1657)：ヤーコブ・ヨルダーンス
- 金の子牛崇拝 The Worship of the Golden Calf (1673-77)：ヤン・ステーン
- 犬に襲われる白鳥 Swan Attacked by a Dog (1745)：ジャン＝バティスト・ウードリー
- ラルフ・ベルの肖像 Ralph Bell (1772-74)：トマス・ゲインズバラ
- 肥料を撒く農夫 Peasant Spreading Manure (1856-57)：ジャン＝フランソワ・ミレー
- エロスの誘惑に抗する娘 Young Girl Defending Herself From Eros (1880)：ウィリアム・アドルフ・ブグロー
- ルーアン、霧のサン＝スヴェール橋 The St. Sever Bridge Rouen: Mist (1986)：カミーユ・ピサロ